# Microphis brachyurus
Microphis brachyurus är en fiskart som först beskrevs av Pieter Bleeker 1853.  Microphis brachyurus ingår i släktet Microphis och familjen kantnålsfiskar.

## Underarter
Arten delas in i följande underarter:
- M. b. brachyurus
- M. b. millepunctatus
- M. b. aculeatus
- M. b. lineatus